# Once (application)
Pour les articles homonymes, voir Once.
Once est une application de rencontres sur téléphone mobile, disponible sous Android et iOS ainsi que sur un site web.
Cette application propose à ses utilisateurs un service de slow dating: chaque jour, un à trois matchs sont proposés par des matchmakers (entremetteurs physiques) à l'utilisateur. Ce dernier peut ensuite choisir de liker, passer ou contacter directement la personne désignée.
Cette application est disponible dans trente-deux pays et dans sept langues.

## Historique
Once a été créé en mars 2015 par Jean Meyer (CEO), Guillaume Sempé (CTO), Guilhem Duché (Product Manager) et Fabrice Fardeau (DA) à Feusisberg en Suisse. Précédemment, Jean Meyer avait cofondé DateMySchool qui est un site de rencontres pour étudiants aux États-Unis.
En juillet 2015, une première collecte de fonds de 3 millions d'euros est faite notamment auprès du fonds de capital-risque Partech Ventures ainsi qu’auprès d’investisseurs privés. Un an plus tard, en juillet 2016, une deuxième collecte de fonds d’environ 5 millions d’euros est conclue, toujours auprès des mêmes investisseurs. En octobre 2016, l'application compte près de trois millions d'utilisateurs dans le monde.
Avec la pandémie de Covid-19 en France, les téléchargements de l'application Once augmentent de 30%.

## Description
Le concept de slow dating développé par Once est inspiré d'une application sud-coréenne nommée i-um. Le concept repose sur la proposition de rencontres plus sélectives et donc plus sérieuses.